# Ayda Hadizadeh
Ayda Hadizadeh, née le 12 février 1982 à Téhéran, est une femme politique française.
Membre du Parti socialiste, elle est députée à l'Assemblée nationale depuis juillet 2024 pour la deuxième circonscription du Val-d'Oise.

## Biographie

### Situation personnelle
Née le 12 février 1982 à Téhéran de deux parents réfugiés politiques, elle grandit à Saint-Ouen-l'Aumône dans le Val d’Oise.
Elle travaille plusieurs années à la Direction de l’enseignement scolaire au ministère de l'Éducation nationale, avant de devenir déléguée générale de l’association les Oubliés de la République que copréside par ailleurs Lyes Louffok. Entre 2021 et 2022, elle est directrice générale de la fondation Mozaïk, une structure qui cherche à rendre le marché plus inclusif et à faciliter l’embauche des populations discriminées.

### Parcours politique

#### Au sein du parti
Elle rejoint le Parti socialiste en 2007, et soutient l’ancien Ministre de l'Éducation nationale Vincent Peillon lors de la Primaire citoyenne de 2017, qui avait pour objectif de désigner le candidat du Parti socialiste et de ses alliés pour l'élection présidentielle.

#### Ancrage local et départemental
Elle exerce la fonction d’adjointe au maire chargée de la Culture à Saint-Ouen-l’Aumône jusqu’en septembre 2024, date à laquelle elle démissionne pour se conformer à la loi sur le non-cumul des mandats. Elle est remplacée par Yasmine Messaoudi le 26 du même mois.
Lors des élections départementales de 2015, elle se présente dans le canton de Pontoise, et arrive en troisième place avec 20,62 % des voix.
Candidate dans le canton de Saint-Ouen-l'Aumône pour les départementales de 2021, son binôme est en ballottage et obtient 19,99 % des voix au premier tour, mais est défait au second avec 39,12 % des voix face à celui des Républicains.

#### Candidate aux sénatoriales de 2023
Candidate dans le Val d'Oise, elle figure à la deuxième place de la liste « Donnons plus de force aux communes » menée par Rachid Temal, et regroupant le Parti socialiste, associé au Parti radical de gauche et au Mouvement des progressistes, mais n’est pas élue.

#### Palais Bourbon
Lors des élections de 2017, elle est la candidate de la majorité présidentielle sortante pour la deuxième circonscription du Val-d'Oise, mais arrive en cinquième position avec 5,52 % des voix.
Après la dissolution de juin 2024 ordonnée par le Président de la République Emmanuel Macron, Ayda Hadizadeh est la candidate investie par le Nouveau Front populaire dans cette même deuxième circonscription du Val-d'Oise. Elle arrive en tête du premier tour avec 33,47 % des voix, et remporte le siège le 7 juillet 2024 avec 59,51 % des voix au second tour, dans un duel face à la candidate d'extrême droite de L'Avenir français en alliance avec le Rassemblement national Nadejda Remy (40,49 % des voix),,.
Sa victoire avec Romain Eskenazi signe la fin de douze années pendant lesquelles le PS n’avait pû faire élire plus d’un député valoisien.
Le 9 juillet 2024, le Conseil constitutionnel annonce avoir été saisi d'une requête de contentieux électoral et va statuer sur la régularité de l’élection[réf. souhaitée].
Elle fait partie du groupe Socialistes et apparentés, et siège à la commission des affaires culturelles et de l'éducation et à la Délégation aux droits des enfants.

## Prises de positions

### «Le train pour tous»
Considérée comme une « lanceuse alerte » , elle propose de créer « une carte donnant un accès illimité à tous les trains Intercités [...] qui vise d’abord à faire voyager ceux qui ne partent jamais » .

## Détail des fonctions et mandats

### À l'Assemblée nationale
- Depuis le 8 juillet 2024 : députée de la 2e circonscription du Val-d'Oise

## Synthèse des résultats électoraux

### Élections législatives
| Année | Parti    | Parti  | Circonscription  | 1er tour | 1er tour | 1er tour | 2d tour | 2d tour | 2d tour  |
| Année | Parti    | Parti  | Circonscription  | Voix     | %        | Rang     | Voix    | %       | Issue    |
| ----- | -------- | ------ | ---------------- | -------- | -------- | -------- | ------- | ------- | -------- |
| 2017  |          | PS     | 2e du Val-d'Oise | 2 010    | 5,52     | 5e       |         |         | Éliminée |
| 2024  | PS (NFP) | 17 221 | 2e du Val-d'Oise | 33,47    | 1re      | 28 342   | 59,51   | Élue    |          |

### Élections départementales
| Année | Parti               | Parti | Canton         | Binôme     | 1er tour | 1er tour | 1er tour | 2d tour | 2d tour | Issue    |
| Année | Parti               | Parti | Canton         | Binôme     | Voix     | %        | Rang     | Voix    | %       | Issue    |
| ----- | ------------------- | ----- | -------------- | ---------- | -------- | -------- | -------- | ------- | ------- | -------- |
| 2015  |                     | PS    | Pontoise       | Leo Moreau | 2 960    | 20,62    | 3e       |         |         | Éliminés |
| 2021  | Saint-Ouen-l'Aumône | PS    | Bruno Le Disez | 1 977      | 19,99    | 2e       | 4 014    | 39,12   | Battus  |          |